# Donde cae el sol
Donde cae el sol és una pel·lícula argentina dirigida per Gustavo Fontán sobre el seu propi guió escrit en col·laboració amb Pablo Reyero, que es va estrenar el 19 de juny de 2003 i és protagonitzada per Alfonso De Grazia i Mónica Gazpio.

## Sinopsi
La pel·lícula narra, sense escenes de sexe ni de violència, una història d'amor que transcorre a la ciutat de Banfield, una localitat molt pròxima a Buenos Aires, on viuen Enrique, interpretat per Alfonso De Grazia, que amb 65 anys és pura energia, dividint el seu temps entre el club del barri i el seu humil disquería. Viu amb el seu fill Marcelo, la seva nora i el seu net en una petita casa de la seva propietat. Un dia convida a prendre un cafè a Clara, interpretada per Mónica Gazpio, la filla d'un amic íntim amb qui s'ha creuat en diverses ocasions. Clara, és una perruquera trenta anys menor que després de 10 anys de parella s'acaba de separar del seu marit. Així inicien gradualment una relació romàntica sense que l'edat els signifiqui obstacle. No obstant això, la intervenció del pare de Clara i del fill d'Enrique modifiquen la situació i el prejudici entra en escena.

## Repartiment
- Alfonso De Grazia	... 	Enrique
- Mónica Gazpio	... 	Clara
- Rubén Ballester	... 	Marcelo
- Gloria Stingo	... 	Silvina
- Federico Fontán	... 	Lucas
- Osvaldo Cimaglia	... 	Ricardo
- Andrea Jaet	... 	Paula
- Esteban Fagnani	... 	Pablo

## Crítiques
Adolfo C. Martínez en la seva crònica per al diari La Nación opina que 
| « | “Amb la naturalesa del popular i del simple -un barri al costat d'una estació ferroviària, uns personatges tan queribles com a quotidians- la història s'entrellaça, amb suaus pinzellades, en les penes, les alegries i els prejudicis pels quals, inevitablement, hauran de transitar tots els homes (…) El seu guió, que va construir amb el suport de Pablo Reyero, permet que els vincles humans, el desig de viure i les derrotes quotidianes sorgeixin nítides d'aquesta relació amorosa que parla, paral·lelament, de les diferències generacionals, de la cerca de la felicitat i d'un barri qualsevol que emmarca poèticament a una fauna humana que reconeixem i respectem. Si per moments "On cau el sol" s'acosta al melodramatismo, això no implica que Fontán, com a director i coguionista, aposti a la llàgrima fàcil o a l'atrevit cop baix. Simplement el seu film és una subtil radiografia dels diferents, en aquest cas dels homes majors que esperen, com a dolç miracle, un amor que ja creien perdut en el temps.(…) La música i la fotografia van estar a l'altura de la història, ja que totes dues rúbriques van ser timoneados amb mesura i fidelitat cap a una narració que parla dels sentiments sense caure en la grandiloqüència ni en la pretenciositat que, a vegades, són l'estil d'aquests relats”. | » |

## Comentaris del director
En una entrevista el director Gustavo Fontán va declarar: “Sentia que el cinema no havia retratat el meu barri. Era una història que jo havia escoltat, i hi havia espais que tenen un pes visual molt fort. El ritme, el temps dels personatges, tenien una fortalesa visual que van fer que des del primer moment pensés en la història com una pel·lícula”.

## Premis
- Premi de l'Audiència a la IX Mostra de Cinema Llatinoamericà de Lleida.[4]
- Premi especial del Jurat al Festival Internacional de Cinema de Viña del Mar de 2003.[5]